# Macapta bruma
Macapta bruma är en fjärilsart som beskrevs av William Schaus 1906. Macapta bruma ingår i släktet Macapta och familjen nattflyn. Inga underarter finns listade i Catalogue of Life.